# 圣勒
圣勒（法語：Saint-Leu，法語發音：[sɛ̃ lø]）是法国海外省留尼汪的一个市镇，属于圣保罗区。

## 地理
圣勒（21°9'59"S, 55°17'13"E）面积118.37 平方千米，位于法国海外省留尼汪。
与圣勒接壤的市镇（或旧市镇、城区）包括：莱萨维龙、锡拉奥斯、莱特鲁瓦巴桑。
圣勒的时区为UTC+04:00。

## 行政
圣勒的邮政编码为97436、97424、97416，INSEE市镇编码为97413。

## 政治
圣勒所属的省级选区为圣勒县、莱唐萨莱县，其也是圣勒县的中央投票站所在地。

## 人口

1962-2008年间圣勒人口变化图示

圣勒于2022年1月1日时的人口数量为35597人。